# Заљубљен у три наранџе
Заљубљен у три наранџе је опера Сергеја Прокофјева у четири чина (девет слика са прологом). Либрето је, по Карлу Гезију написао Прокофјев. Опера је премијерно изведена у Чикагу, 30. децембра 1921. године. У Београду опера је први пут изведена 1959. године.

## Лица
- краљ Треф, владар измишљене земље - бас
- принц, његов син - тенор
- принцеза Клариче, дворска дама - контраалт
- Леандер, први министар - баритон
- Труфалдино, дворска луда - тенор
- Панталоне, краљева поверљива особа - баритон
- Маг Челиј, чаробњак, заштитник краља - бас
- Фата Моргана, чаробница, Леандорва заштитница - сопран
- Линета - контраалт
- Николета - мецосопран
- Нинета - мецосопран
- чудаци, трагичари, комичари, лиричари, празноглавци, дворјани, слуге, војници и балетска трупа

## Пролог
Гледаоци се свађају и траже да се прикаже комад који би задовољио њихова расположења. Трагичари захтевају трагедије. Комичари им се супротстављају и траже комедије. Свађу повећавају лиричари. Све достиже кулминацију када се умешају празноглавци, који хоће да се забаве лакрдијама. Свађу прекидају чудаци, који себе сматрају творцима данашње представе, и објављују да ће приказати комад „Заљубљен у три наранџе“.

### 1. слика
Краљ Треф, добродушни и сенилни старац, и његов саветник Панталоне очајавају због принчеве болести. Панталоне се сећа дворске луде Труфалдина, који би својим шалама можда могао излечити принца. Труфалдино обећава да ће направити свечаност на којој ће бити толико смеха да принц неће моћи да одоли. Чудаци се су попели у ложе, одакле бодре краља да приреди духовите игре које ће излечити принца. Краљ заповеда министру Леандру да изврши ово наређење, али он избегава, са изговором да то принцу неће помоћи. Он је краљев противник, који са принцезом Клариче жели да заузме престо. Започиње борба између краља Трефа и Леандра.

### 2. слика
Клариче и Леандер припремају заверу против принца и краља. Леандер би да трује принца слабим стиховима, а Клариче га наговара да га отрује опијумом или да га убије. На сцену долазе трагичари и траже праве трагедије. Чудаци их терају са сцене. Разговор Леандра и Клариче прислушкује Арабљанка, Смералдина господарица, која хоће да помогне завереницима.

### 3. слика
Труфалдино изводи пред принцем шаљиве игре како би га насмејао, али узалуд. По принчевом кашљу Труфалдино закључује да је то од Леандрових стихова. Долазе комичари и захтевају више смеха. Чује се свечани марш и Труфалдино хоће да поведе принца на весеље. Кад му то не пође за руком, он све лекове побаца кроз прозор и силом га одвуче.

### 4. слика
Приликом дворске свечаности на почасним местима седе краљ, принцеза Клариче и принц. Забава не успева да насмеје принца. Труфалдино је очајан и не зна шта да ради. У дворану долази чаробница Фата Моргана, преобучена у просјакињу. Труфалдино је баца на земљу. Том призору се принц насмеје, а затим цео двор. Чаробница се враћа у своје хаљине и из освете зачара принца. Он се одмах заљубљује у три наранџе које у далекој земљи чува страшна куварица. Зачаран принц облачи ратну одећу и са Труфалдином хоће да отпутује. Сви су против, али без успеха. Ђаво Фарфарело долази насмејан и одува принца и Труфалдина у далеку земљу.

### 5. слика
Маг Челиј призива ђавола Фарфарела како би сазнао где се налазе принц и Труфалдино. Када је сазнао, наговара Фарфарела да их не води тамо. Он му каже да нема моћ, јер је изгубио игру карата са Фата Морганом. Они се појављују, а Маг Челиј их опомиње да је то луда намера. Када није успео да их одговори од пута, даје им чаробну пантљику, која ће им помоћи да од страшне куварице узму наранџе.

### 6. слика
Фарфарело је додувао принца и Труфалдина пред кухињу где се чувају три наранџе. Труфалдино зачарава куварицу пантљиком. Док се она диви поклону, принц узима наранџе и обојица беже.

### 7. слика
Принц и Труфалдино не могу даље јер су наранџе постале огромне. Принц заспи, а Труфалдино да би утолио жеђ, мачем расече две наранџе. Из њих изађу три мале принцезе које су жедне и моле га да нађе воду. Он не може да им помогне и оне умиру. Труфалдино се уплашио и побегао. Принц се буди, војници односе мртве принцезе, а принц сече трећу наранџу. Из ње излази принцеза Нинета. И она је жедна. Чудаци да би обезбедили срећан крај, уносе кофу са водом и напајају жедну принцезу. Принц се заљубљује у њу. Пошто није лепо обучена и не може таква пред краља, она шаље принца да краља припреми за њен долазак. Он одлази, а Смералда убоде принцезу. Када се вратио, видео је промену. У свечаној поворци принц води Смералду уместо Нинете.

### 8. слика
Маг Челај и Фата Моргана се свађају и пребацују једно другом што су употребили непоштена средства у борби за судбину краљевине. Чудаци не дозвољавају да се комедија заврши њеном победом и везују се за ложу.

### 9. слика
Када су дошли пред престо, принц и Смералда откривају заверу. На престолу седи пацов. Краљ наређује да га убију. Кад је одјекнуо пуцањ, пацов постаје принцеза. Краљ издаје наређење да се завереници обесе. Дворани захваљују мудром краљу и срећним младенцима.